# Aphnaeus natalensis
Aphnaeus natalensis är en fjärilsart som beskrevs av William Chapman Hewitson 1865. Aphnaeus natalensis ingår i släktet Aphnaeus och familjen juvelvingar. Inga underarter finns listade i Catalogue of Life.